# نژدت زالف
نژدت زالف (بلغاری: Неждет Залев؛ زادهٔ ۱۳ ژوئیهٔ ۱۹۳۷) کشتی‌گیر اهل بلغارستان است.